# 604 Records
604 Records là một công ty sản xuất của ca sĩ nhóm Nickelback, Chad Kroeger và luật sư Jonathan Simkin, được thành lập vào năm 2002.  Hãng đĩa của họ được phân phối ở Canada bởi Universal Music Group. Con số 604 chính là một trong các mã vùng của vùng Lower Mainland và thành phố Vancouver, British Columbia, trụ sở của công ty.

## Các ca sĩ
- Aaron Pritchett
- Armchair Cynics
- Carly Rae Jepsen
- Dallas Smith
- George Canyon
- Faber Drive
- Fighting For Ithaca
- Jackie Valentine
- Jakalope
- Jessie Farrell
- Marianas Trench
- My Darkest Days
- Nick Carter
- Nickelback
- One Bad Son
- The Organ
- Small Town Pistols
- The Solution
- Speed To Kill
- The Suits XL
- Suzie McNeil
- Theory of a Deadman
- Thornley
- Tin Foil Phoenix

## Liên kết khác
- Trang web chính thức